# Humaston Brook State Park
Humaston Brook State Park ist ein State Park im US-Bundesstaat Connecticut auf dem Gebiet der Gemeinde Litchfield.

## Geographie
Der State Park umfasst einen Teil des Oberlaufs des Humaston Brooks und einen kurzen Abschnitt des Turner Brooks, die sich südlich des Parks vereinigen und bald darauf in den Northfield Brook münden, der dem Naugatuck River zufließt. Der Humaston Brook bildet den Northfield Pond im Süden des Parks, der die Hauptattraktion darstellt. Im Norden liegt als nächstgelegenes Schutzgebiet der Topsmead State Forest und etwa 4 km weiter südlich der Black Rock State Park.

## Freizeitaktivitäten
Neben Wandern bietet der Park Möglichkeiten zum Angeln am Northfield Pond.